# Aducto de ADN

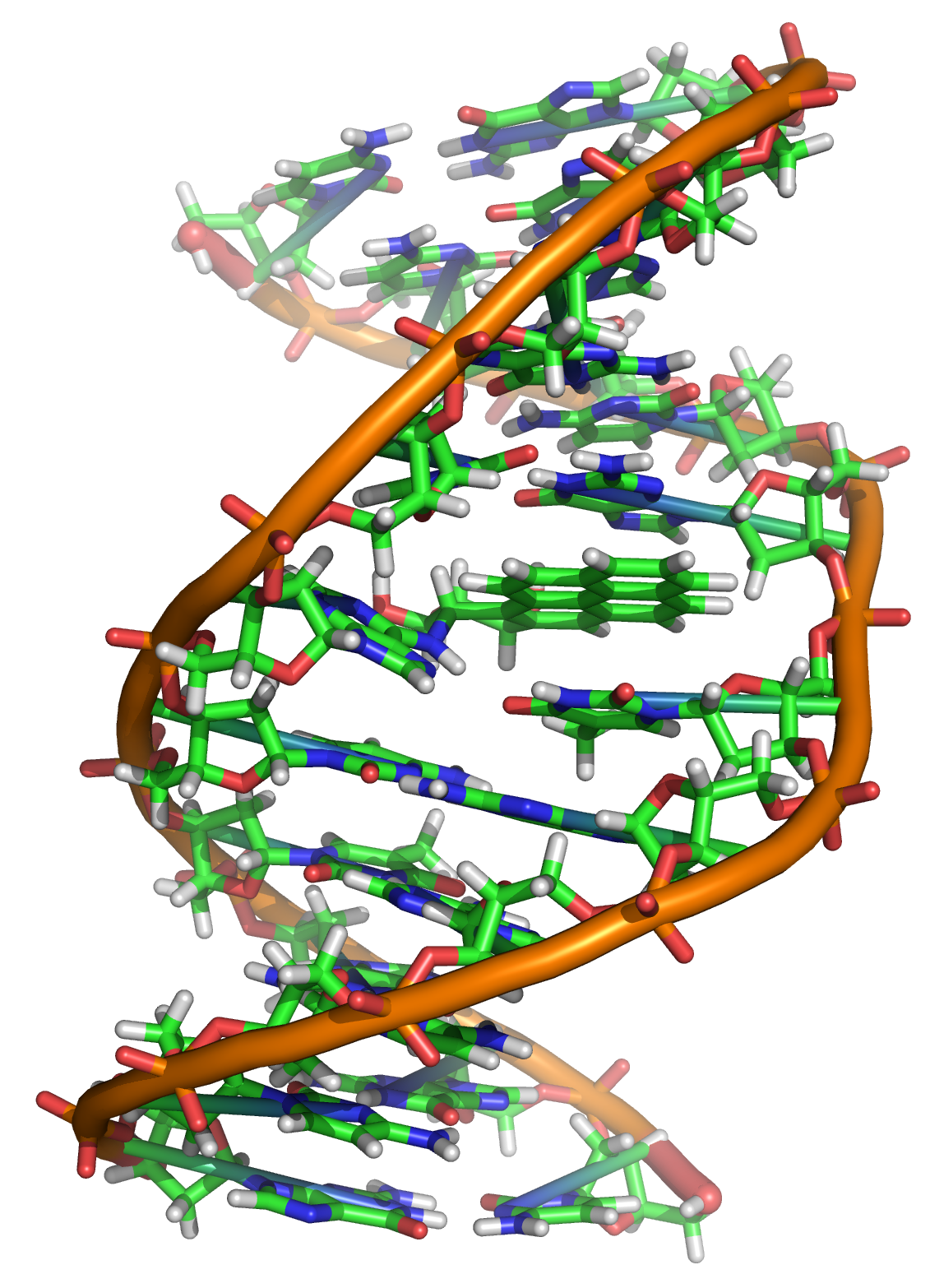
Un metabolito de [[Benzopireno|benzo [a] pireno]] forma un aducto de ADN intercalado, en el centro

En genética molecular, un aducto de ADN es un segmento de ADN unido a una sustancia química que causa cáncer. Este proceso podría ser el inicio de una célula cancerosa o carcinogénesis. Los aductos de ADN en experimentos científicos se utilizan como biomarcadores de exposición y, como tales, se miden para reflejar cuantitativamente, a modo de comparación, la cantidad de exposición carcinógena al organismo sujeto, por ejemplo, ratas u otros animales vivos. En condiciones experimentales para el estudio, tales aductos de ADN son inducidos por carcinógenos conocidos, de los cuales se usa comúnmente DMBA (7,12-dimetilbenz (a) antraceno). Por ejemplo, el término "aducto DMBA-ADN" en una revista científica se refiere a un fragmento de ADN al que se le atribuye DMBA. La presencia de tal aducto indica una exposición previa a un carcinógeno potencial, pero no indica por sí misma la presencia de cáncer en el animal sujeto.

## Ejemplos

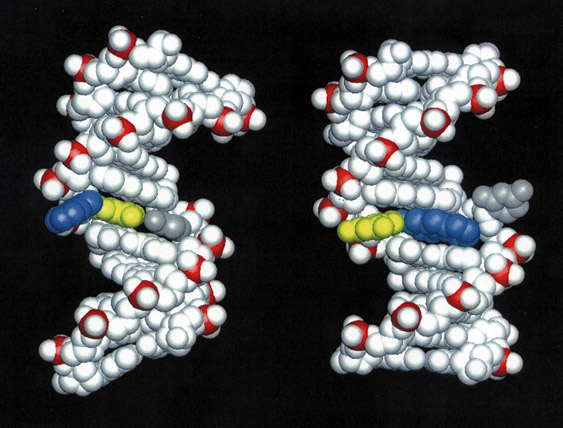
ADN dañado por 2-aminofluoreno cancerígeno

Los productos químicos que forman aductos de ADN incluyen:
- acetaldehído, un componente importante del humo del tabaco
- cisplatino, que se une al ADN y causa entrecruzamiento, lo que conduce a la muerte de la célula
- DMBA (7,12-dimetilbenz (a) antraceno)
- malondialdehído, un producto natural de la peroxidación[3]

Los aductos de ADN incluyen:
- Aductos de eteno-ADN: 1, N(6)-eteno-2'-desoxiadenosina (epsilondA) y 3,N(4)-eteno-2'-desoxicitidina (epsilondC)

- M1G, un subproducto de la reparación por escisión de bases (BER) de un tipo específico de aducto de ADN llamado M1dG.

## Daño en el ADN
Cuando una sustancia química se une al ADN, el ADN se daña y no se puede producir una replicación adecuada y completa para producir la célula prevista normal. Este podría ser el comienzo de una mutación o mutagénesis. Sin una reparación eficaz del ADN, que ocurre naturalmente en circunstancias normales, esto puede conducir a la carcinogénesis, el comienzo del cáncer.

## Aductos debidos a la dieta de la carne de vacuno
Consumo humano de más de 2.5–3.5 oz (70-100 g) de carne roja (res, cordero o cerdo) al día aumenta el riesgo de cáncer de colon, pero comer pollo no tiene este riesgo. El mayor riesgo de cáncer de colon por la carne roja puede deberse a un mayor aumento de los aductos de ADN de la digestión de la carne roja. Cuando ratas fueron alimentadas con carne de res o con pollo, tres tipos de aductos de ADN en el tejido del colon fueron significativamente más altos después del consumo de carne de res que después del consumo de pollo. Estos aductos eran un tipo de metil-citosina (posiblemente N3-metil-citosina), un aducto de dos moléculas de malondialdehído con guanina y carboxil-adenina. Los aductos de ADN son un tipo de daño al ADN. Se considera que el daño al ADN es la causa principal de carcinogénesis.